# Disney's Friends for Change
Disney's Friends For Change, познат още като Friends For Change: Project Green (бел. пр. Приятелите на Дисни за промяна, Приятели за промяна: Проект зелено), е обществено полезна екологична кампания, която започва през лятото на 2009 г. Програмата цели да наблегне на актуални природни проблеми да покаже как звездите се свързват с по-малките фенове. Сред първите звезди, които записват съобщения с призивна цел са Джонас Брадърс, Селена Гомес, Майли Сайръс и Деми Ловато, а самите записи са с продължителност от 30 секунди до 2 минути. Част от инициативата е правото на самите малки зрители да изберат в какви благотворителни каузи да отидат събраните пари. Тя заема мястото на Игрите на Disney Channel през 2009 и 2010 г., а на 24 юни 2011 се провеждат и първите Игри Friends For Change.

## Звездите, участващи в инициативата

### Бивши звезди
| Звезда                   | Предаване/Филм |
| ------------------------ | --- |
| Никол Андерсън           | Jonas |
| Мойсес Ариас             | Хана Монтана |
| Джейк Т. Остин           | Магьосниците от Уейвърли Плейс |
| Майли Сайръс             | Хана Монтана |
| Матю „Мдот“ Финли        | Кемп Рок 2: Последният концерт |
| Джордън Френсис          | Кемп Рок |
| Селена Гомес             | Магьосниците от Уейвърли Плейс, Програма за защита на принцеси, Магьосниците от Уейвърли Плейс: Филмът                                   |
| Дейвид Хенри             | Магьосниците от Уейвърли Плейс, Магьосниците от Уейвърли Плейс: Филмът                                                                   |
| Джо Джонас               | Jonas, Кемп Рок, Кемп Рок 2: Последният концерт                                                                                          |
| Кевин Джонас             | Jonas, Кемп Рок, Кемп Рок 2: Последният концерт                                                                                          |
| Ник Джонас               | Jonas, Кемп Рок, Кемп Рок 2: Последният концерт                                                                                          |
| Деми Ловато              | Съни на алеята на славата, Кемп Рок, Програма за защита на принцеси, Кемп Рок 2: Последният концерт, Като камбанен звън                  |
| Меган Мартин             | Кемп Рок, Кемп Рок 2: Последният концерт                                                                                                 |
| Емили Озмънт             | Хана Монтана |
| Брадли Стивън Пери       | Късмет Чарли, Доктори на супергерои, Клонинги в мазето: Елитна сила                                                                      |
| Ана Мария Перез де Тагле | Кемп Рок, Кемп Рок 2: Последният концерт                                                                                                 |
| Жасмин Ричардс           | Кемп Рок, Кемп Рок 2: Последният концерт                                                                                                 |
| Джейк Шорт               | Фермата Гот, Доктори на супергерои, Клонинги в мазето: Елитна сила                                                                       |
| Бренда Сонг              | Вземете улика, Лудориите на Зак и Коди, Корабните приключения на Зак и Коди, Щук в предградията, Уенди Ву, Корабните приключения: Филмът |
| Коул Спраус              | Лудориите на Зак и Коди, Корабните приключения на Зак и Коди, Корабните приключения: Филмът                                              |
| Дилън Спраус             | Лудориите на Зак и Коди, Корабните приключения на Зак и Коди, Корабните приключения: Филмът                                              |
| Дженифър Стоун           | Магьосниците от Уейвърли Плейс |
| Алисън Стоунър           | Лудориите на Зак и Коди, Кемп Рок, Кемп Рок 2: Последният концерт                                                                        |
| Грег Сълкин              | Магьосниците от Уейвърли Плейс, Гимназия Авалон                                                                                          |
| Брендън Майкъл Смит      | Съни на алеята на славата, Чиста случайност!, Нека да блести                                                                             |
| Керълайн Съншайн         | Раздвижи се |
| Бела Торн                | Раздвижи се, Неприятели |
| Тифани Торнтън           | Съни на алеята на славата, Чиста случайност!                                                                                             |
| Дъг Брочу                | Съни на алеята на славата, Чиста случайност!                                                                                             |
| Алисън Ашли Арм          | Съни на алеята на славата, Чиста случайност!                                                                                             |
| Клоуи Бриджъс            | Кемп Рок 2: Последният концерт |
| Келси Чоу                | Крале по неволя, Кошерът на батко |
| Дейвис Кливланд          | Раздвижи се |
| Хъч Дейно                | Зик и Лутър, Кошерът на батко |
| Джейсън Дули             | Самоличността на пилето, Късмет Чарли |
| Кентън Дюти              | Раздвижи се |
| Рошън Фегън              | Кемп Рок, Раздвижи се, Кемп Рок 2: Последният концерт                                                                                    |
| Адам Хикс                | Зик и Лутър, Лимонадената банда |
| Адам Айригуин            | Раздвижи се |
| Стърлинг Найт            | Съни на алеята на славата, Чиста случайност!, Звезден сблъсък                                                                            |
| Даниъл Къртис Лий        | Зик и Лутър |
| Кейтлин Тейлър Лав       | В групата съм |
| Бриджит Мендлър          | Късмет Чарли, Лимонадената банда |
| Логан Милър              | В групата съм |
| Мичъл Мусо               | Хана Монтана, Крале по неволя, Самоличността на пилето                                                                                   |
| Райън Нюман              | Зик и Лутър |
| Райън Очоа               | Крале по неволя |
| Док Шоу                  | Корабните приключения на Зак и Коди, Крале по неволя                                                                                     |
| Карлън Джефри            | Фермата Гот, Облак 9 |
| Сиера Маккормик          | Фермата Гот |
| Стефани Скот             | Фермата Гот |
| Чайна Ан Макклейн        | Фермата Гот, Как да се изгради едино по-добро момче                                                                                      |
| Челси Кейн               | Jonas, Риби Тийнейджъри |
| Джейсън Ърлс             | Хана Монтана, Братя по карате |
| Деби Райън               | Корабните приключения на Зак и Коди, Джеси, Корабните приключения: Филмът, Радио Бунтар                                                  |
| Рос Линч                 | Остин и Али, Плажен тийн филм, Плажен тийн филм 2                                                                                        |
| Лаура Марано             | Остин и Али, Лош ден на косата |
| Камерън Бойс             | Джеси, Ръководство геймър за почти всичко, Наследниците                                                                                  |
| Зендая                   | Раздвижи се, Неприятели, Кейси под прикритие, Зоуи и магическото приложение                                                              |
| Каран Брар               | Джеси, Къмпиране, Невидимата сестра |
| Скай Джаксън             | Джеси, Къмпиране |
| Пейтън Лист              | Джеси, Къмпиране, Размяната |

## Send It On
„Send It On“ е поп песен, записана от американските изпълнители Майли Сайръс, Селена Гомес, Jonas Brothers и Деми Ловато. Групата приема името Disney's Friends for Change (Приятелите на Дисни за промяна) и работи за екологичната кауза под същото име. Достига до 20 позиция в класацията Billboard Hot 100.

### Основна информация
Песента е замислена под заглавието „Pass It On“ и е написана от Адам Андърс и Ники Хесмън в съвместен проект с Питър Астръм. Изпълнителите също преминават през няколко сесии по записване а сработване и дават мнението си по отношение каузата и посланието в интервю за Access Hollywood. Джо Джонас казва, че песента носи „прекрасно послание“ за това, да помогнеш на Земята по всички възможни начини и най-вече да осведомиш всички за необходимостта от опазване на природата.
Майли Сайръс споменава, че любимата част от текста на песента и е „One spark starts a fire“ (бел. пр. „Една искра пали огън“), защото е вярна за нея и значи, че ако деца предават посланието, всички ще знаят. Добавя, че смята, че песента насърчава децата да правят именно това. Ловато казва: „За нас е много важно да бъдем добри към околната среда“ и че песента е част от „голямо движение“, което се опитват да започнат. Кевин Джонас казва, че е „голяма чест“ и че „атмосферата...е прекрасна“, защото изпълнителите се познават помежду си от много време. Ник Джонас добавя, че песента е за „онези малки стъпки“, които могат да помогнат на Земята.

## Make A Wave
„Make A Wave“ е песен на Деми Ловато и Джо Джонас за Disney's Friends For Change. Написана е от Скот Крипейн и Джеф Пийбъди и е представена за пръв път в курорта Дисни Уърлд във Флорида. Включена е и в природонаучния филм на Дисни, Oceans, който е пуснат по кината на 22 април 2010 г. (Денят на Земята).

### Основна информация
Песента прави дебюта си по Радио Дисни на 26 февруари, достигайки четвърта позиция в класацията Топ 30, а видеоклипът е пуснат за пръв път по Disney Channel на 14 март и електронно в Disney.com на следващия ден. Достъпна е за закупуване чрез iTunes от 15 март, като всички събрани средства отиват в Световния благотворителен фонд на Дисни.

### Позиции в класации
Песента достига до 84. позиция в Billboard Hot 100 и получава успешно представяне и в класацията на Радио Дисни (Top 30 Countdown), макар по-късно да е изместена от „Send It On“. Измежду промоционалните сингли на Деми Ловато, „Make A Wave“ се класира най-високо.

### Издания
- U.S./Digital Download

1. „Make a Wave“ – 3:48 (Digital Download)
2. „Make a Wave“ – 3:48 (Инструментална версия)

### Класации
| Класация             | Най-висока позиция |
| -------------------- | ------------------ |
| US Billboard Hot 100 | 84                 |

### Награди
| Година | Категория                | Получател   | Резултат  | Награди             | Бележки |
| ------ | ------------------------ | ----------- | --------- | ------------------- | ------- |
| 2011   | „Благотворителен сингъл“ | Make a Wave | Спечелена | Do Something Awards | [ 1 ]   |

## We Can Change The World
„We Can Change The World“ (бел. пр.: Можем да променим света) е песен на Бриджит Мендлър за кампанията Disney's Friends For Change и Игрите Friends For Change в частност. Написана е от Джоаким Пърсън и самата Мендлър.

### Основна информация
Премиерата на песента по Радио Дисни се състои на 10 юни и с издаването и от Дисни внасят 250 000 долара във фонда Disney Worldwide Conservation Fund. На следващия ден песента е пусната и в iTunes, като, подобно на другите сингли, всички набрани средства са дарени на благотворителни дейности, свързани с опазването на околната среда.

### Видео клип
Видео клипът към песента е пуснат по Disney Channel по същото време, по което песента излиза по Радио Дисни. Режисирано е от Арт Спайгъл, отговорник за Игрите Disney's Friends For Change, и е заснето в Ранчото „Златния дъб“ на Дисни (Disney Golden Oak Ranch) в Лос Анджелис, Калифорния. Бриджит Мендлър е показана да пее с камера в ръка в парк, а по-късно деца от целия свят се присъединяват към нея в пеенето на химна. Някои от децата са чуждестранни звезди на Дисни като Валерия Барони, Хорхе Бланко, Олаво Кавалейро, Никол Ишида, Муртуза Кутианавала и Ийв Отино.

### Издания
- US/Digital Download

1. „We Can Change The World“ – 3:19 (Digital Download)

- UK/Digital Download

1. „We Can Change The World“ – 3:19 (Digital Download)
2. „We Can Change The World“ (инструментал) – 3:19 (Digital Download)

### История на издаване
| Страна | Дата        | Формат           | Музикален издател |
| ------ | ----------- | ---------------- | ----------------- |
| САЩ    | 11 юни 2011 | дигитален формат | Hollywood Records |

## Rise
„Rise“ (бел. пр.: Нарастване) е песен на Макклейн систърс за кампанията Disney's Friends For Change и Игрите Friends For Change в частност. Написана е от самите Маккклейнс.

### Основна информация
Песента прави своята премиера в iTunes на 23 март 2012.

### Видео клип
Премиерата на видеоклипа е на 26 март 2012 във Vevo.

### Издания
- US/Digital Download

1. „Rise“ – 4:11 (Digital Download)

### Класации
| Класация                         | Най-висока позиция |
| -------------------------------- | ------------------ |
| US Kid Digital Songs (Billboard) | 4                  |

## Дарения
| Разпределение на даренията на Проект Зелено | Разпределение на даренията на Проект Зелено      | Разпределение на даренията на Проект Зелено                                                                       | Разпределение на даренията на Проект Зелено |
| Сума                                        | Организация                                      | Цел |                                             |
| ------------------------------------------- | ------------------------------------------------ | --- | ------------------------------------------- |
| $100000                                     | Wildlife Conservation Society                    | За предпазването на арктическия животински свят от промените в климата                                            |                                             |
| $50 000                                     | Национална асоциация по горите на Сан Бернардино | Да бъдат използвани в програма, в която деца засаждат дървета                                                     |                                             |
| $50 000                                     | Birdlife International и Фондация Харибон        | За опазването на застрашени тропически гори във Филипините                                                        |                                             |
| $25 000                                     | CHF International                                | За намаляване замърсяването и изсичането на горите чрез изпращането на гориво-спестяващи котлони и печки в Руанда |                                             |
| $25 000                                     | ECOLIFE Foundation International                 | Да подпомогне за спирането на изсичането на гората Оямел в Мексико                                                |                                             |
| $10 000                                     | Arbor Day Foundation                             | За повторното залесяване на гори, засегнати от пожари, във Флорида                                                |                                             |

## Специално представяне
Веднага след Магьосниците от Уейвърли Плейс: Филмът по Disney Channel е пуснато специално 30-минутно представяне на кампанията, наречено „Светлина, камера, действие! Зад кулисите с Disney's Friends For Change“ (Lights, Camera, Take Action! Backstage with Disney's Friends for Change). Водено е от Тифани Тортън и показва кадри от направата на проекта.

## Игрите Friends For Change
Първите игри Friends For Change се провеждат през лятото на 2011 г. и премиерата им е на 24 юни, на мястото на Игрите на Disney Channel.